# Кершо (Јужна Каролина)
Кершо (енгл. Kershaw) град је у америчкој савезној држави Јужна Каролина.

## Демографија
По попису из 2010. године број становника је 1.803, што је 158 (9,6%) становника више него 2000. године.
| Група             | 2000.         | 2010.         |
| Белци             | 1.240 (75,4%) | 1.258 (69,8%) |
| Афроамериканци    | 375 (22,8%)   | 478 (26,5%)   |
| Азијати           | 2 (0,1%)      | 7 (0,4%)      |
| Хиспаноамериканци | 12 (0,7%)     | 24 (1,3%)     |
| Укупно            | 1.645         | 1.803         |